# Марія Джованна Савойська
Марія Джованна Батіста Савойсько-Немурська (італ. Maria Giovanna Battista di Savoia-Nemours), до 1665 року відома як Марія Жанна Батіста Савойсько-Немурська (фр. Marie-Jeanne-Baptiste de Savoie-Nemours; 11 квітня 1644, Париж — 15 березня 1724, Турин) — дочка герцога Немурського; в шлюбі герцогиня Савойська; регентка Савої в роки дитинства сина.
Після смерті батька Марія Джованна успадкувала великі володіння, які зробили її найбажанішою нареченою. У 1662 році вона заручилася з спадкоємцем герцога Лотаринзького, однак шлюб так і не відбувся через Монмартрський договір. В кінцевому підсумку Марія Джованна стала дружиною Карла Еммануїла II, герцога Савойського, в шлюбі з яким народила єдину дитину — сина Віктора-Амадея II. При народженні Марія Джованна іменувалася на французький манер Марією Жанною, однак після переїзду в Савойю ім'я було італізоване. У роки регентства при синові активно займалася будівництвом і реконструкцією палаців і церков, а також налагоджувала відносини з іншими державами. У 1684 році Марія Джованна організувала шлюб сина з французькою принцесою Анною Марією Орлеанською і незабаром після цього була віддалена від двору в резиденцію Палаццо Мадама, де і померла в 1724 році.
Серед онуків і правнуків Марії Джованни були король Франції, два короля Іспанії і король Сардинії.

## Походження і ранні роки
Марія Джованна Батіста народилася 11 квітня 1644 року в резиденції герцогів Немурських в Парижі першою дитиною в родині Карла Амадея , 6-го герцога Немурського, і Єлизавети Бурбон-Вандомської. По материнській лінії вона була правнучкою короля Франції Генріха IV і його фаворитки Габріель д'Естре ; їх син Сезар де Вандом, дід Марії Джованни, носив титул Légitimé de France («узаконене дитя Франції»). Принцеса приходилась родичкою не тільки королю Людовику XIV, а й більшості католицьких королівських сімей того часу. По батьківській лінії Марія Джованна належала до молодшої гілки Савойського дому, що осіла у Франції в XVI столітті. Разом з Марією Джованною виховувалася її молодша сестра Марія Франциска, мадмуазель де Омаль , яка народилася в 1646 році; крім Марії Франциски і Марії Джованни в сім'ї було троє синів і дочка, що народилися мертвими або померли незабаром після народження. Аж до укладення шлюбу Марія Джованна іменувалась мадмуазель де Немур; також в цей період вона була відома як Марія Жанна Батіста. В молодості Марія Джованна часто відвідувала салон знаменитої мадам де Лафаєтт, яка пізніше в листуванні представила дівчину мадам де Севинье. Обидва цих знайомства дозволили Марії Джованні краще зрозуміти французький двір під час її регентства.
У 1652 році батько Марії Джованни був убитий на дуелі власним швагром Франсуа де Бофором. Протягом наступних кількох років вона і її рідні перебували під опікою брата Карла Амадея Генріха, який успадкував титул герцога; сама Марія Джованна успадкувала багато володіннь свого батька. Після смерті Генріха у 1659 році герцогство Немурське повернулося до корони, але Марія Джованна зберегла за собою спадкові маєтки. Крім того, мати дівчинки, Єлизавета Вандомська отримувала допомогу від своєї сім'ї, зокрема від матері Франсуази Лотаринзької .

## Шлюбні плани
Сім'я Марії Джованни бажала шлюбного союзу з Карлом Еммануїлом II, герцогом Савойським, сином Христини Французької, якій Марія Джованна була внучатою племінницею. У 1659 році Христина викликала принцесу разом з сестрою і матір'ю в Турин для особистого знайомства. Карл Еммануїл виявив жвавий інтерес до дівчини як до потенційної дружини. Втім, його мати була попереджена кардиналом Мазаріні про амбітний характер принцеси, що змусило Христину відхилити цю пропозицію про шлюб. Зрештою, Христина організувала заручини між сином і Франсуазою Мадлен Орлеанською, яка змогла довести, що буде слухняна свекрухи. Весілля відбулося в 1663 році.
Повернувшись до Франції, мадмуазель де Немур привернула увагу Карла Леопольда, сина і спадкоємця герцога Лотаринзького. Раніше її руки просив португальський двір, однак після деяких роздумів принцеса відмовилася. Становище Карла було схоже зі становищем герцога Савойського; до того ж такий шлюб цілком влаштовував мати Марії Джованни. 4 лютого 1662 року відбулися заручени. Цей союз був популярний при французькому дворі та підтримувався матір'ю короля Анною Австрійською, однак через два дні після підписання Монмартрського договіру Лотаринзьке і Барське  герцогства були передані Людовику XIV. Договір залишив герцога Лотаринзького безземельним, зробивши його невигідною партією для Марії Джованни: Карл відмовився від шлюбу, анулювавши заручення.

## Герцогиня Савойська

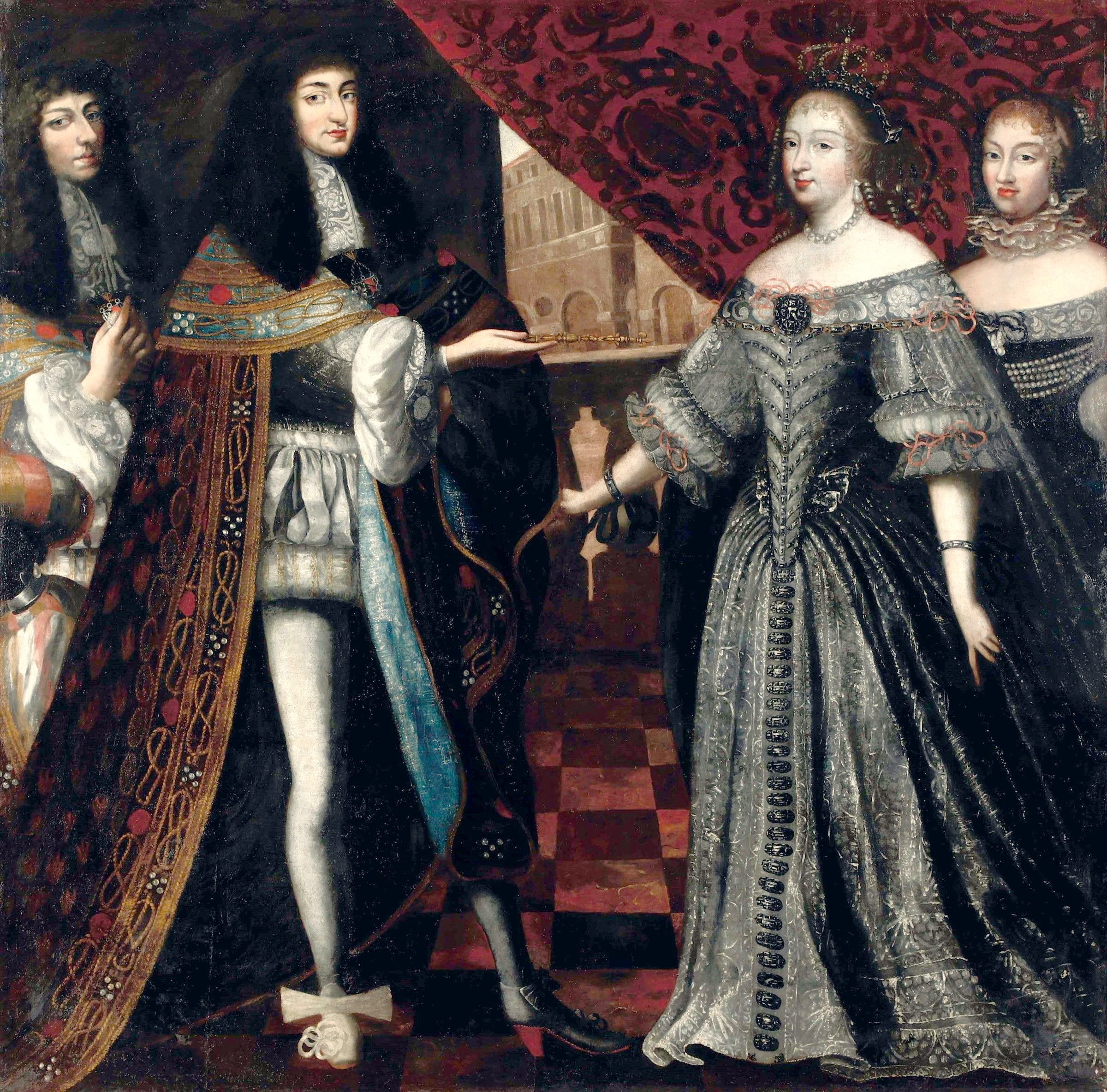
Весілля Марії Джованни і Карла Еммануїла

27 грудня 1663 року в Турині померла Христина Французька ; 14 січня наступного року померла її невістка Франсуаза Мадлен Орлеанська. Карл Еммануїл II залишився без дружини і спадкоємця. В наречені йому була запропонована будь-яка з сестер Франсуази Мадлен, але жодна з них не влаштовувала герцога Савойського. Стало ясно, що Карл Еммануїл II бажає шлюбу з Марією Джованною, яка була членом його власного дому . Людовик XIV підтримав бажання герцога. Раніше Карл Еммануїл отримав пропозицію про шлюб з Маріанною Австрійською; побоюючись втрати впливу в герцогстві король Людовик порадив герцогу дати відмову. Переговори з сім'єю Марії Джованни тривали більше року перш ніж дівчина прибула в Ансі, де 1 травня 1665 року разом з бабусею Франсуазою Лотарінгською зустріла свого майбутнього чоловіка. Грандіозне весілля відбулася 20 травня того ж року в замку Валентино. У придане Марії Джованни увійшли провінції Женевуа і Фосіньї, а також Бофор.
У Савої принцесу стали називати на італійський манер Марією Джованною Батістою; крім того вона стала відома за негласним титулом Мадам Реале, що походив від французького титулу Мадам Руаяль, який давався старшій неодруженій дочці монарха. В кінці життя так воліла називати себе і Христина Французька. Марію Джованну при савойському дворі вважали привабливою і розумною жінкою. Через рік після весілля 21-річна герцогиня Савойська народила сина, якого назвали на честь савойського діда Віктором Амадеєм. У тому ж році сестра Марії Джованни, Марія Франциска, стала дружиною португальського короля Афонсу VI. Незважаючи на величезні відстані між ними, сестри залишалися близькі все життя. До смерті чоловіка Марія Джованна відігравала незначну роль в політиці. Її чоловік проводив різні поліпшення в королівських резиденціях і залишив чудову архітектурну спадщину в Савої. Марія Джованна і Карл Еммануїл II також замовили будівництво кількох церков в Турині.
Спільне життя подружжя не було безхмарним: Карл Еммануїл мав безліч коханок і позашлюбних дітей, яких Марія Джованна була зобов'язана ігнорувати. У 1672 році Гортензія Манчіні, яка втекла від чоловіка, попросила і отримала захисту у герцога Савойського. На превеликий жаль Марії Джованни Гортензія стала постійною коханкою її чоловіка і отримала в своє розпорядження шато-де- Шамбері, яке герцогиня не могла повернути до самої смерті чоловіка. 12 червня 1675 Карл Еммануїл раптово помер в Турині у віці сорока років після кількох нападів лихоманки, що супроводжувалася судомами. На смертному одрі Карл Еммануїл назначив свою дружину регентом Савої при його синові і спадкоємці.

## Регентство
Ставши регентом при своєму одинадцятирічному синові, Марія Джованна прийняла свої нові обов'язки з великим ентузіазмом і амбіціями. Вона продовжила роботу чоловіка з реконструкції савойського майна, підтримувала будівельні проекти, художні організації та освітні установи. Герцогиня-вдова підтримувала роботу Алессандро Страделла, взявши його під захист, коли він втік до Туріна з Венеції. Вона також продовжила фінансувати і підтримувати роботу Гваріно Гваріні, який розписав під час її регентства каплицю Туринської плащаниці і будівлю Єзуїтського коледжу. Марія Джованна також планувала роботи з розширення Турина вниз по річці По. Вона спробувала відкрити університет в Шамбері, але успіху не досягла.
Марія Джованна зробила багато, щоб підтримувати зв'язки з могутнім сусідом Савої — Францією, яка була одночасно союзником герцогині та її сім'ї. Марію Джованні критикували за надто велике бажання зберегти владу, для чого вона готова була стати маріонеткою Людовика XIV. Однак вона також працювала з підтримання та розвитку відносин з королівськими дворами Іспанії, Англії та інших країн.
Відносини з сином у Марії Джованни були завжди напруженими через її прагнення зберегти владу в своїх руках. Крім того, герцогиня витрачала багато часу на управління герцогством і на сина часу у неї майже не залишалось . Проте, Марія Джованна тримала сина під пильною увагою, щоб переконатися, що він не робитиме спроб забрати в неї владу. Незважаючи на погані відносини з сином, вона відкрито утримувала коханців при дворі: у віці тридцяти трьох років вона мала близькі стосунки з графом Сен-Моріс, який був на десять років молодший від неї. Їхні стосунки тривали близько чотирьох років, потім сім'я Моріса впала в немилість і покинула Турин через дипломатичний провал батька сімейства.
До 1677 року Марія Джованна стала підшукувати наречену для сина, який через три роки мав досягти повноліття. Популярними кандидатками стали Марія Антонія Австрійська, португальська племінниця герцогині, Марія Софія Нейбургська і Анна Марія Орлеанська. Спочатку Марія Джованна зустрілася з сестрою в Лісабоні, чия єдина дочка інфанта Ізабелла Луїза була спадкоємицею короля Педру II. Згідно законів Португалії  спадкоємиця престолу повинна залишатися в країні і одружитися з родичем. Марія Джованна стала вести переговори з Португалією, щоб одружити сина на її спадкоємиці. Такий вельми престижний шлюб дозволив би Марії Джованні залишити контроль над Савоєю в своїх руках, в той час як Віктор Амадей II повинен був жити в Португалії. Однак проти цього союзу виступило більшість політиків; Віктор Амадей умовив матір відкласти шлюб на два роки.
Марія Джованна стала розглядати тосканську пропозицію про шлюб з Анною Марією Луїзою Медічі. Чи не бажаючи псувати відносини з Францією, Марія Джованна вела ці переговори в таємниці від неї. Цей варіант шлюбу був популярний в герцогстві, оскільки давав потужного союзника в Італії, і навіть був схвалений Віктором Амадеєм, проте переговори не увінчалися успіхом.
Офіційно регентство Марії Джованни завершилося в 1680 році, хоча реальна влада залишалася в її руках до 1684 року. Людовик XIV прагнув підтримати свій і без того чималий вплив у Савої та запропонував шлюбний союз Віктора Амадея зі своєю племінницею Анною Марією Орлеанською, дочкою Філіпа I, герцога Орлеанського, і його першої дружини Генрієтти Англійської. Віктор Амадей дав згоду на шлюб, який відбувся 6 травня 1684 року. Після прибуття до Савойського двору Анна Марія потрапила під вплив своєї владної свекрухи; пізніше придворні описували її як слухняну і скромну невістку, що потурала бажанням Марії Джованни. Близькі стосунки між дружиною і матір'ю не схвалювались Віктором Амадеєм, оскільки Марія Джованна давно стала його політичною суперницею. Коли в 1690 році Віктор Амадей порвав зв'язки з Францією, Анна Марія і її діти покинули столицю разом з Марією Джованною в знак протесту.

## Подальше життя
На початку 1684 року Віктор Амадей II остаточно забрав владу над герцогством в свої руки і вирішив позбавити матір будь-якого впливу при дворі, зіславши її в Палаццо Мадама. Палаццо Мадама був будинком Христини Французької у вдівстві, а при Марії Джованні був розширений під керівництвом Філіппо Юварра, фаворита її сина.
У 1686 році Марія Джованна продала Омальське герцогство Луї Огюсту де Бурбону, позашлюбному синові Людовика XIV від мадам де Монтеспан. Омаль був особистою власністю Марії Джованни, успадкованою нею після смерті батька. Марія Джованна також стала останньою графинею Женевського графства, яке після її смерті перейшло до Савойського герцогства.
У шлюбі Віктора Амадея і Анни Марії народилося дев'ятеро дітей (троє мертвонароджених, одна дочка і один син померли в дитинстві), четверо з яких мали потомство. Марія Джованна стала хрещеною матір'ю своєї старшої внучки Марії Аделаїди. З Анною Марією у  герцогині-вдови склалися хороші відносини. Крім того, близька вона була і з онуками Марією Аделаїдою і Марією Луїзою, які щотижня відвідували бабусю в Палаццо Мадама. Марія Аделаїда, зокрема, вела регулярну переписку з бабусею після 1696 року, коли юна принцеса стала дружиною Людовика, герцога Бургунгського. Марія Луїза стала дружиною брата герцога Бургундського, іспанського короля Філіпа V. Марія Аделаїда, на превеликий жаль бабусі, померла в Версалі від кору в 1712 році. Два цих престижних шлюби були організовані Людовіком XIV, щоб залучити Савою на свою сторону в Війні за іспанську спадщину. В ході війни Марія Джованна разом з онуками втекла до Генуї і була змушена продати свої коштовності, щоб підтримати сім'ю під час облоги Турину в 1706 році.
Завдяки Утрехтскому мирниму договору 1713 року син Марії Джованни отримав Сицилійське королівство. Віктор Амадей був коронований в Кафедральному соборі Палермо в грудні 1713 року. Він доручив матері підтримувати уряд в його відсутність, однак вона відмовилася, і регентом став її внук Віктор Амадей, принц П'ємонту.
Кілька місяців по тому савойський двір дізнався про смерть Марії Луїзи, що сталася в лютому 1714 року; в березні наступного року від віспи помер принц П'ємонту. Три смерті, які сталися протягом останніх чотирьох років, зблизили матір і сина. Зі смертю Віктора Амадея-молодшого спадкоємцем батька став інший внук Марії Джованни — Карл Еммануїл.
Марія Джованна померла в березні 1724 року в Палаццо Мадама трохи менше, ніж за місяць до свого вісімдесятиріччя.